# Artajo
Artajo (en euskera Artaxo, oficialmente Artajo / Artaxo) es un concejo y localidad española del municipio de Lónguida, perteneciente a la Comunidad Foral de Navarra.

## Historia
Hacia mediados del siglo XIX, el lugar, ya por entonces perteneciente a Lónguida, tenía contabilizada una población de 146 habitantes. Aparece descrito en el segundo volumen del Diccionario geográfico-estadístico-histórico de España y sus posesiones de Ultramar de Pascual Madoz con las siguientes palabras:

ARTAJO: l. del valle, ayunt. y arciprestazgo de Longuida en la prov., aud. terr. y c. g. de Navarra, part. jud. de Aoiz (21 1/2 leg.), merind. de Sangüesa, dióc. de Pamplona (4): sit. en un llano á la márg. izq. del r. Irati; combátenle todos los vientos, especialmente los del N., y disfruta de clima saludable. Tiene 24 casas, 1 escuela de primeras letras, dotada con 1,280 rs., á la que acuden sobre 19 niños de ambos sexos; 1 igl. parr., bajo la advocacion de Ntra. Sra. de la Asuncion, servida por 1 abad; y 1 ermita dedicada á San Pedro Mártir. Confina el térm. por N. con los de Uli; por E. con el de Sansoain; por S. con el de Grez, y por O. con los de Murillo y Larrangoz; todos á 1/2 leg. El terreno es de buena calidad, fertilizado en gran parte por las aguas del mencionado r. Irati, las que ademas dan impulso á 1 molino harinero, cerca del cual hay 1 barca: y sirven á los hab. para los usos domésticos. Los caminos, bastante malos en invierno por razon de las aguas que corren por ellos, son locales y conducen á Aoiz, Lumbier, Sangüesa, Pamplona y Urroz. La correspondencia la recibe por balijero de la cap. del part., los lúnes y juéves por la noche, y sale los propios dias al amanecer: prod. trigo, cebada, maiz, avena, giron y vino; cria ganado lanar y vacuno, hay caza de codornices, liebres, perdices, y á su tiempo de ánades: y pesca de barbos, madrillas y anguilas: pobl. 24 vec., 146 alm.: contr. con el Valle.
(Madoz, 1845, p. 597)

En 2023, la entidad singular de población tenía empadronados 30 habitantes y el núcleo de población, también 30.

## Patrimonio

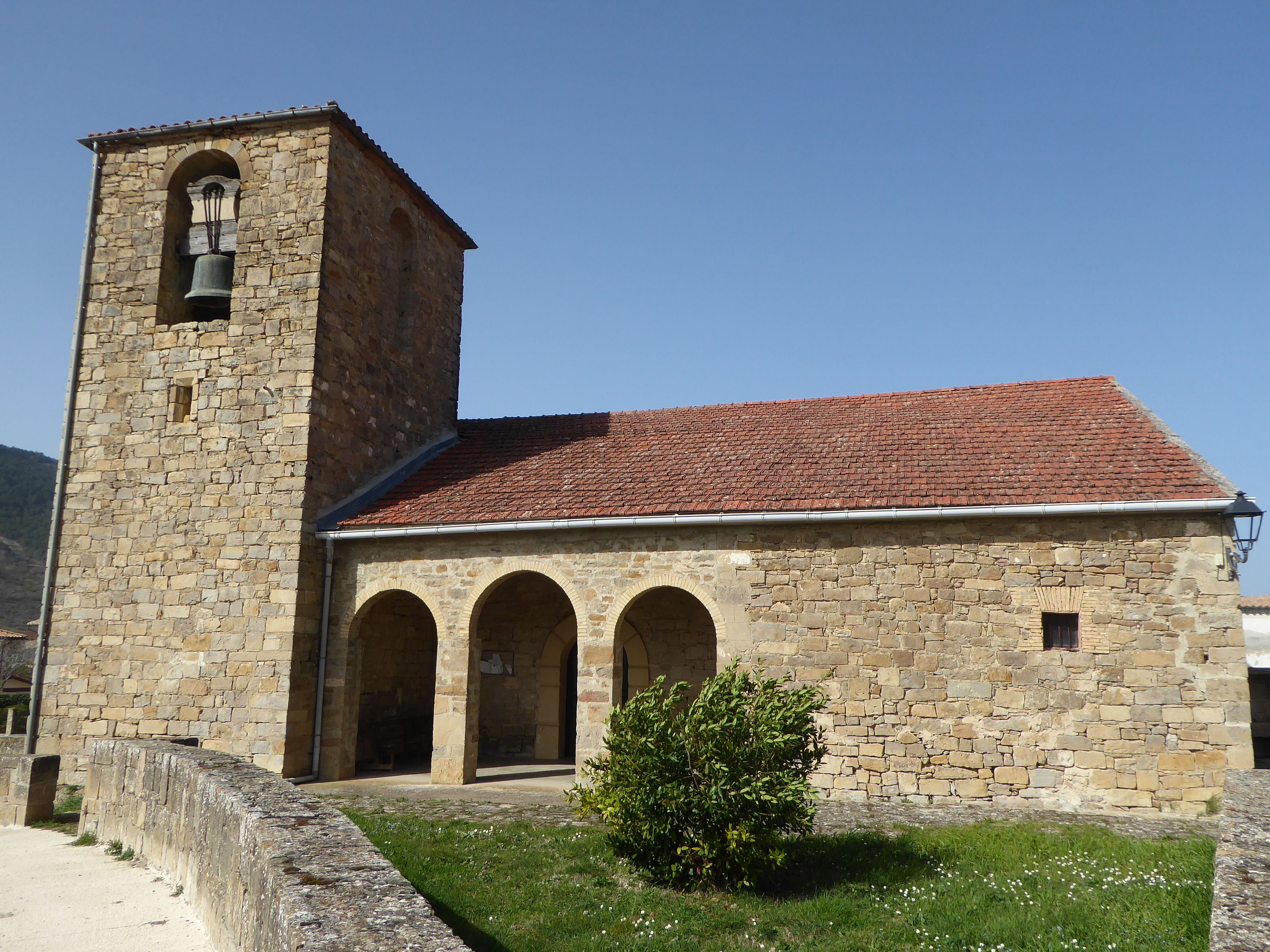
La iglesia de Nuestra Señora de la Asunción

Hay en la localidad una iglesia de Nuestra Señora de la Asunción.